# Sarah Stevenson
Sarah Diana Stevenson, MBE (Doncaster, 30 de março de 1983), é uma taekwondista britânica.
Campeã europeia aos 16 anos de idade, possui quatro participações olímpicas e conquistou a medalha de bronze nos Jogos de Pequim, após os árbitros revisarem o resultado de sua luta na segunda rodada, dando dois pontos que originalmente não haviam sido marcados.
Stevenson fez o juramento do atleta olímpico na cerimônia de abertura dos Jogos Olímpicos de Verão de 2012.